# Landesdenkmalamt Saarland
Das Landesdenkmalamt Saarland ist die Denkmalbehörde des Bundeslandes Saarland und erfüllt alle hoheitlichen  Aufgaben im Bereich der Baudenkmalpflege und der archäologischen Denkmalpflege. Daneben ist die Erforschung des kulturellen Erbes ein weiteres Arbeitsfeld des Landesdenkmalamtes.

## Geschichte
Seit 1920 bestand das Konservatoramt des Saarlandes. Daraus ging zum 1. Januar 2005 das Landesdenkmalamt hervor und wurde dem Saarländischen Ministerium für Umwelt unterstellt. Seit 2012 ist es dem Ministerium für Bildung und Kultur angegliedert. Der Sitz der Behörde war zunächst das Kreisständehaus in Saarbrücken, ihr neuer Sitz ist seit Januar 2008 in den Räumen des ehemaligen Bergwerks Reden in Schiffweiler.

## Landeskonservatoren
- Carl Klein (1920–1934)
- Hubert Rost (1934–1935)
- Franz Josef Keller (1935–1938)[2]
- Hermann Keuth (1938–1954)
- Franz Josef Keller (1954–1958)
- Reinhard Schindler (1959–1965)
- Martin Klewitz (1966–1982)
- Johannes Habich (1982–1985)
- Johann Peter Lüth (1985–2002)
- Ulrike Wendland (2002–2005)
- Josef Baulig (2005–2018)
- Georg Breitner (2018–2023)